# Аргас (село)
Аргас (якут. Арҕас) — село в Кобяйском улусе Республики Саха (Якутия) России. Административный центр Куокуйского наслега.

## География
Село находится в центральной части Якутии, в пределах Центральноякутской низменности, на правом берегу реки Лунгха, на расстоянии примерно 41 км (по прямой) к западу от посёлка Сангар, административного центра улуса. Абсолютная высота — 59 м над уровнем моря.
Климат
Климат характеризуется как резко континентальный, с продолжительной морозной зимой и коротким летом. Средняя температура воздуха самого тёплого месяца (июля) составляет 10 °C; самого холодного (января) — −40 °C. Среднегодовое количество атмосферных осадков составляет 200—250 мм. Снежный покров держится в течение 205—215 дней в году.
Часовой пояс
Село Аргас находится в часовой зоне МСК+6. Смещение применяемого времени относительно UTC составляет +9:00.

## Население
| 1989 | 2002 | 2010 | 2021 |
| ---- | ---- | ---- | ---- |
| 500  | ↗616 | ↗639 | ↘556 |

Половой состав
По данным Всероссийской переписи населения 2010 года, в гендерной структуре населения мужчины составляли 48 %, женщины — соответственно 52 %.
Национальный состав
Согласно результатам переписи 2002 года, в национальной структуре населения якуты составляли 98 % из 616 чел.

## Улицы
| - ул. Зелёная, - ул. В. Иванова, - ул. Г. Иванова, - ул. И.Р. Петрова, | - ул. Кытыаннаах, - ул. Октябрьская, - ул. Павлова, - ул. Юбилейная. |